# Copa Venezuela 2007
La Copa Venezuela de Fútbol 2007-08 es una competición organizada por la Federación Venezolana de Fútbol (FVF) que a partir del año 2007 volvió a celebrarse después de varias temporadas sin realizarse.
El ganador del torneo Aragua FC obtuvo un cupo para representar a Venezuela en la Copa Sudamericana 2008.

## Equipos participantes

### Primera División
| - Atlético El Vigía - Aragua FC - Carabobo FC - Caracas FC - Deportivo Anzoátegui - Deportivo Italia - Deportivo Táchira FC - Estrella Roja - Estudiantes de Mérida |  | - Guaros FC - Llaneros de Guanare - Mineros de Guayana - Monagas SC - Portuguesa FC - Trujillanos FC - UA Maracaibo - Unión Lara FC - Zamora FC |

### Segunda División A
| - América Fútbol Club - Atlético PDVSA Gas - Atlético Trujillo - Atlético Turén - Baralt FC - SD Centro Ítalo |  | - Minervén Bolívar - Policía de Lara FC - UCLA FC - UCV FC (Caracas) - Zulia FC |

### Segunda División B
| - Unión Atlético Falcón - Atlético Piar - CENFEMACA FC - Deportivo Barinas - Hermandad Gallega FC |  | - Orinoco FC - Universitario de Monagas - UCV FC (Aragua) - Unión Liga Municipal de Valera - Yaracuyanos FC |